# Josef Hora
Josef Hora (ur. 8 lipca 1891 w Dobříňie, zm. 21 czerwca 1945 w Pradze) – czeski poeta, tłumacz, dziennikarz i krytyk literacki.
Tworzył przekłady z języka rosyjskiego, niemieckiego oraz języków południowosłowiańskich.
W 1991 roku został pośmiertnie odznaczony Orderem Tomáša Garrigue Masaryka III klasy

## Twórczość (wybór)
Poezja
- Básně – 1915
- Strom v květu – 1920
- Itálie – 1925
- Struny ve větru – 1927
- Mít křídla – 1928
- Tvůj hlas – 1930
- Tonoucí stíny – 1933
- Dvě minuty ticha – 1934
- Tiché poselství – 1936
- Máchovská variace – 1936
- Domov – 1938
- Jan houslista – 1939

Proza
- Hladový rok – 1926
- Socialistické naděje – 1922
- Dech na skle – 1938